# Antiblemma punctistriga
Antiblemma punctistriga är en fjärilsart som beskrevs av Herrich-Schäffer 1870. Antiblemma punctistriga ingår i släktet Antiblemma och familjen nattflyn. Inga underarter finns listade i Catalogue of Life.